# ガキバラ帝国2000!
『ガキバラ帝国2000!』（ガキバラていこくニセン!）は、2000年4月15日から2001年3月10日までTBS系列で毎週土曜日20:00 - 20:54に放送されていたバラエティ番組である。 
番組タイトルの「2000!」は放送開始年である2000年を指しているが、2001年最初の放送の2001年1月13日放送からは「ガキバラ!」へと番組タイトルが変更された。

## 番組概要
それまで同枠で放送されていた『どうぶつ奇想天外!』を日曜20時台に移動させる形でスタートした本番組は、これ以降2004年9月まで続くジャニーズJr.がメインの番組の第1弾目となる。
しかし1年でこの番組は終了し、2001年4月からはこの番組に出演していたメンバーに新たに国分太一（TOKIO）を加え、心霊・怪奇にスポットを当てた『USO!?ジャパン』にリニューアルされた。

## 出演者
- 滝沢秀明：リーダー
- 嵐
（大野智、櫻井翔、相葉雅紀、二宮和也、松本潤）
- 東京ジュニア
  - 今井翼
  - 山下智久
  - 生田斗真
  - ジミーMackey
- 関西ジュニア
  - 渋谷すばる
  - 横山裕
  - 村上信五
  - 錦戸亮
- 三宅裕司
- 生瀬勝久
- 小倉弘子（TBSアナウンサー）他

### ナレーション
- 三村ロンド、田中信夫、中村正、近田和生

## スタッフ
- 構成：おちまさと、内村宏幸、堀江利幸、すずきB、都築浩、中野俊成、鈴木しげき、木野誠
- TD：藤田徹也
- カメラ：井原公二
- VE：瀬戸博之
- 音声：高場英文、尾崎宗弘
- 照明：夏井茂之
- ロケ技術：平舘敏弘、宇佐美浩、倉上宏之
- 美術プロデューサー：浦上憲司
- 美術制作：清水久
- 美術デザイン：山口智広
- 装飾：安藤豪
- 電飾：真鍋明
- 装置：森田正樹
- 操作：山本晃靖
- メカシステム：庄子泰広
- 持道具：貞中照美
- 衣裳：軽石真央
- メイク：ヘアーベル
- 編集：田中盛泰、中川隆、桜井明
- MA：山下知康、山崎和敏
- 音効：幾代学、小林亨
- CG：山口泰広、松原貴明
- オープニング：堤義幸
- TK：城真弓
- 宣伝：岡崎潤司、榎本陽
- AD：福岡大司、黄地久美子、小林大吾、古場裕之、村田玲奈、伊豆原聡、中川敦央、曲沢圭太、中村俊輔、磯尾弓恵、加納祥、高橋正子、小柴亨之、大西未希子、野口幸一、石神智
- AP：櫟本憲勝、出水裕子
- ディレクター：平田さおり、長尾真、貞松秀樹、塚田俊男、柳井誠也、文野甲、帯純也、畑野圭吾、渡辺信也、谷田貝義行、真中博司
- 総合演出：合田隆信
- プロデューサー：戸髙正啓
- 制作：TBSエンタテインメント（現TBSテレビ）
- 製作著作：TBS